# Келли, Лиам (футболист, 1995)
Лиам Энтони Келли (англ. Liam Anthony Kelly; 22 ноября 1995, Бейсингсток, Англия) — ирландский футболист, вингер.

## Клубная карьера
Келли — воспитанник английского клуба «Рединг». В 2016 году для получения игровой практики он на правах аренды играл за «Бат Сити». Летом того же года Лиам вернулся в «Рединг». 22 октября в матче против «Ротерем Юнайтед» он дебютировал в Чемпионшипе. 2 января 2017 года в поединке против «Бристоль Сити» Лиам забил свой первый гол за «Рединг». Летом 2019 года Келли на правах свободного агента перешёл в нидерландский «Фейеноорд». 18 августа в матче против «Утрехта» он дебютировал в Эредивизи.
В январе 2020 года перешёл на правах аренды в английский «Оксфорд Юнайтед».